# Steinsel
Steinsel (luxembourgsk: Steesel) er en kommune og et byområde i storhertugdømmet Luxembourg. Kommunen, som har et areal på 21,81 km², ligger i kantonen Luxembourg i distriktet Luxembourg. I 2005 havde kommunen 4.508 indbyggere. 
49°40′35″N 6°07′25″Ø / 49.6764°N 6.1236°Ø